# Kiepenkerl (Münster)

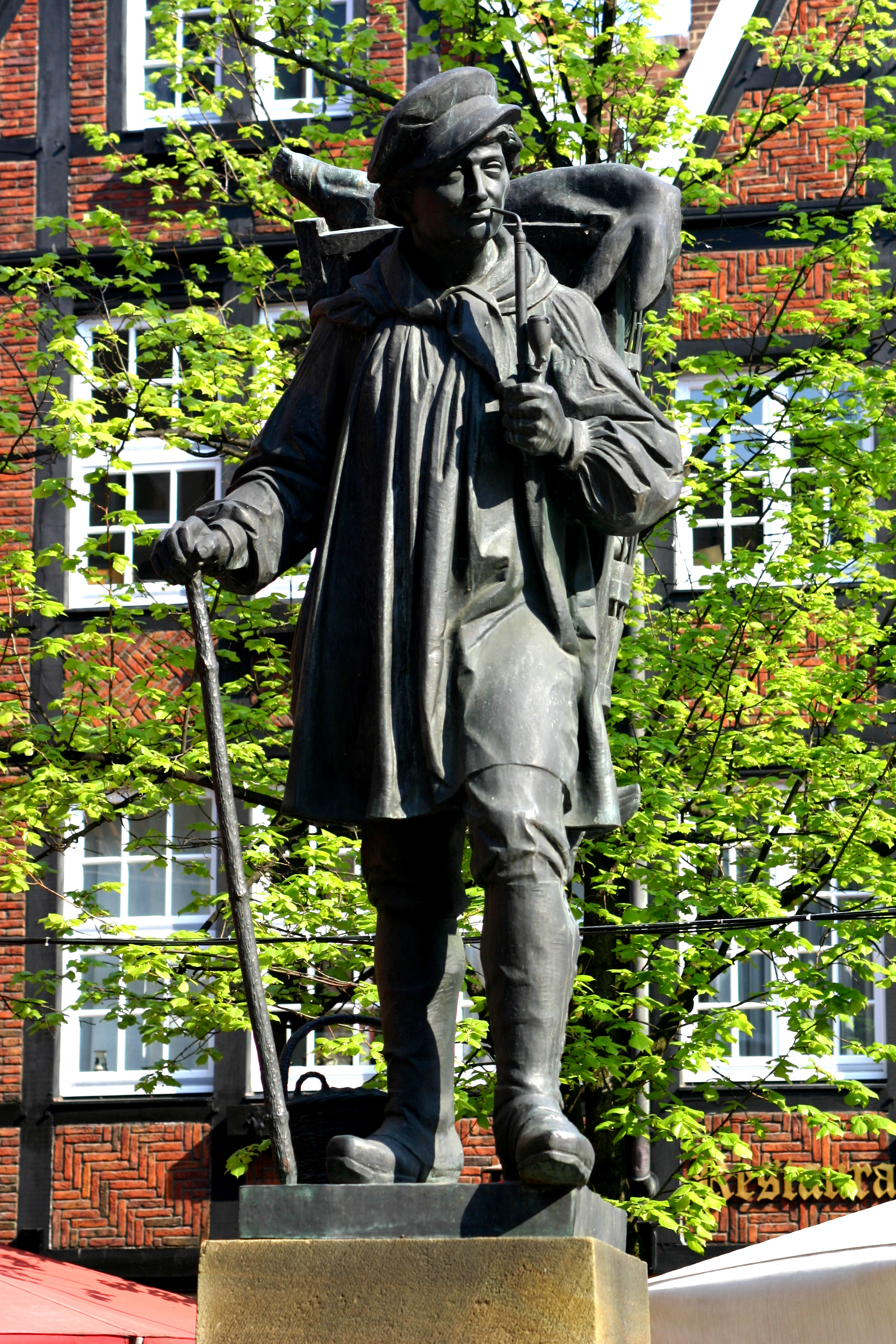
Kiepenkerl-Denkmal am Spiekerhof, Münster

Der Kiepenkerl ist die Darstellung eines Kiepenkerls als bronzenes Denkmal in Münster (Westfalen).

## Geschichte
Der Verschönerungsverein der Stadt Münster beauftragte Ende des 19. Jahrhunderts den Bildhauer August Schmiemann zur Schaffung eines Kiepenkerl-Denkmals. Es standen zwei Entwürfe zur Auswahl. Für den Betrag von 2960 Mark schuf Schmiemann eine 1,75 m hohe Statue aus Gips mit Galvanoüberzug, die am 16. Oktober 1896 feierlich eingeweiht wurde. Es zeigt einen wandernden Handelsmann im Münsterland mit seiner Rückentrage, der so genannten Kiepe, in typischer Montur mit Leinenkittel, Halstuch, Mütze, Knotenstock und Pfeife.
Das Denkmal blieb bei den Luftangriffen auf Münster am 10. Oktober 1943 unversehrt. Die nationalsozialistische Propaganda nutzte dies 1944 für ein Propagandaplakat mit der Aufschrift „Trotzdem und dennoch – Wi staoht fast!“. Beim Einmarsch der US-Armee wurde die Statue durch einen Panzer zerstört.
Die Niederdeutsche Bühne Münster in Münster initiierte unmittelbar nach Kriegsende einen Wettbewerb zur Neuerrichtung. Die Neuentwürfe fanden keine Zustimmung beim Bürgermeister Karl Zuhorn. Auf eine Anfrage des Bildhauers Albert Mazzotti junior hin beauftragte die Stadtverwaltung ihn und seinen Kollegen Heinrich Ostlinnig mit der originalgetreuen Neuschaffung der Statue als Bronzeguss. Anlässlich des 20. Deutschen Bauerntages wurde die Statue am 20. September 1953 durch den damaligen Bundespräsidenten Theodor Heuss eingeweiht.
Am 7. April 2018 ereignete sich unmittelbar am Kiepenkerl-Denkmal die Amokfahrt in Münster.

## Rezeption
Die beiden umliegenden Gastwirtschaften heißen Großer Kiepenkerl und Kleiner Kiepenkerl.

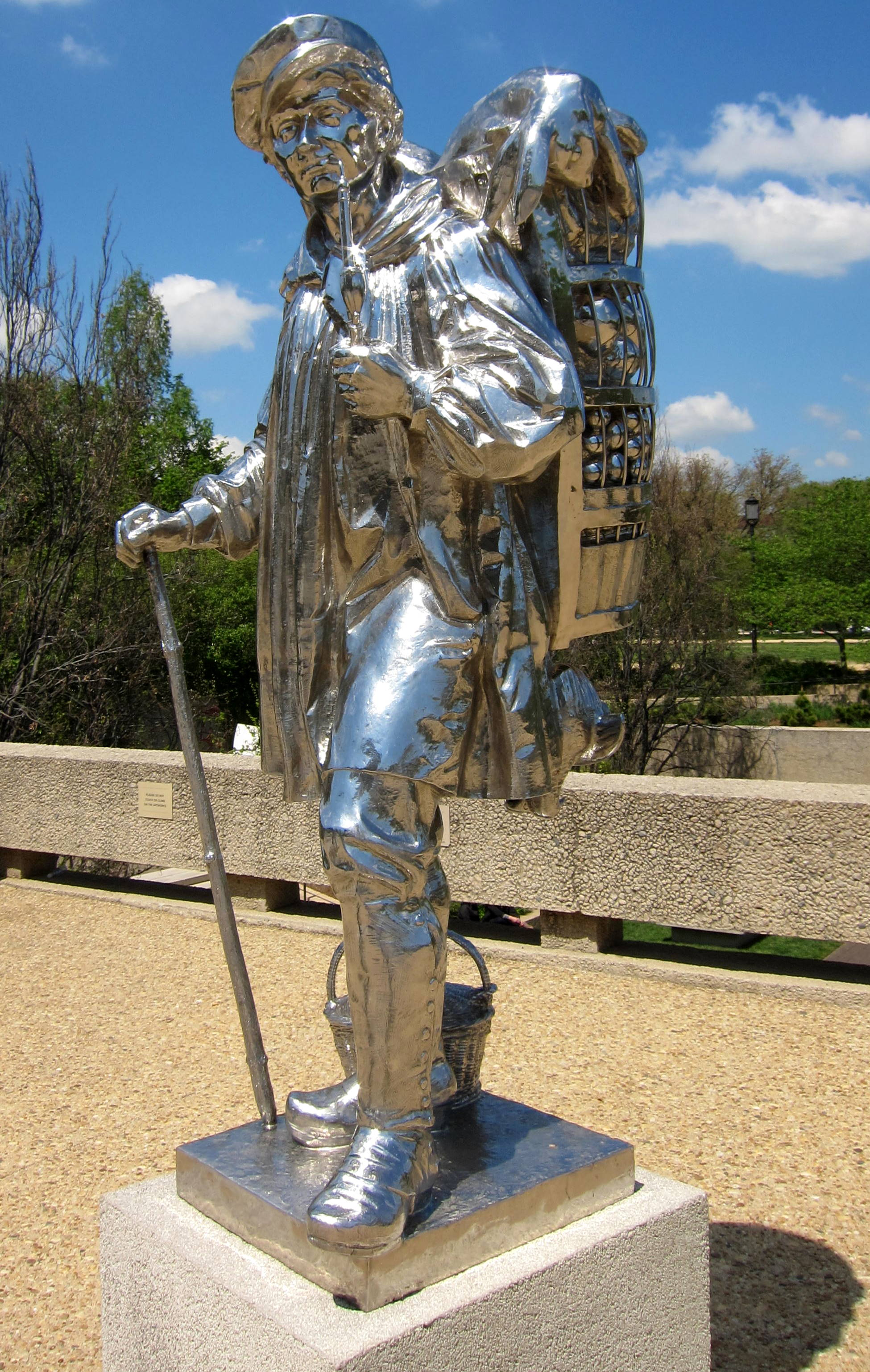
Jeff Koons: Kopie des Kiepenkerl-Denkmals aus rostfreiem Stahl, Skulpturengarten des Hirshhorn Museums in Washington, D.C., USA

In Washington, D.C. steht eine Kopie des Kiepenkerldenkmals in Münster aus rostfreiem Stahl, geschaffen von Jeff Koons anlässlich der Skulptur.Projekte 1987. Sie ist Exponat des Hirshhorn Museum and Sculpture Garden an der National Mall in Washington, D.C.